# Jean Joseph Carrier de Montieu
Jean Joseph Carrier de Montieu, né à Saint-Étienne le 1er octobre 1735, décédé vers 1799 en Italie, est un homme d'affaires, producteur d'armes et négrier français.
Entrepreneur de la Manufacture d'armes de Saint-Étienne, il est inculpé de trafics lors de la réforme des armes par Jean-Baptiste Vaquette de Gribeauval, et condamné au cours du "Procès des Invalides". Avant sa détention, il s'était converti en armateur négrier. Finalement gracié, il participe à l'acheminement d'armes au profit des Insurgents américains. Passionné par l'immobilier, ses excès d'investissements vont le ruiner et l'inciter à s'exiler en Italie où il est sans doute décédé après 1799.
Montieu a été anobli par la fonction de Secrétaire du Roi, Maison, Couronne de France, et de ses finances en 1772.

## Biographie

### Jeunesse et vie privée
Jean Joseph Carrier de Montieu est le fils de Jacques François Carrier de Montieu, marchand bourgeois et entrepreneur propriétaire de la Manufacture de Saint-Étienne, et de Claire Duchon, fille d'un docteur en médecine. Il devient enseigne dans la Milice de la Compagnie Bourgeoise de Saint-Étienne en 1756, et commence à travailler dans l'entreprise familiale vers 1755. À cette époque, 9 entreprises, représentant 600 ouvriers, se partagent à Saint-Étienne la fabrication des armes destinées aux négociants pour les échanges de la traite négrière ou pour le marché français. Jean Joseph Carrier de Montieu se marie à Paris en 1765 avec Geneviève Thérèse Ferry de Montroland. Ils auront plusieurs enfants dont Antoine Jean-Baptiste, grenadier de l'armée d'Égypte.

### La Manufacture

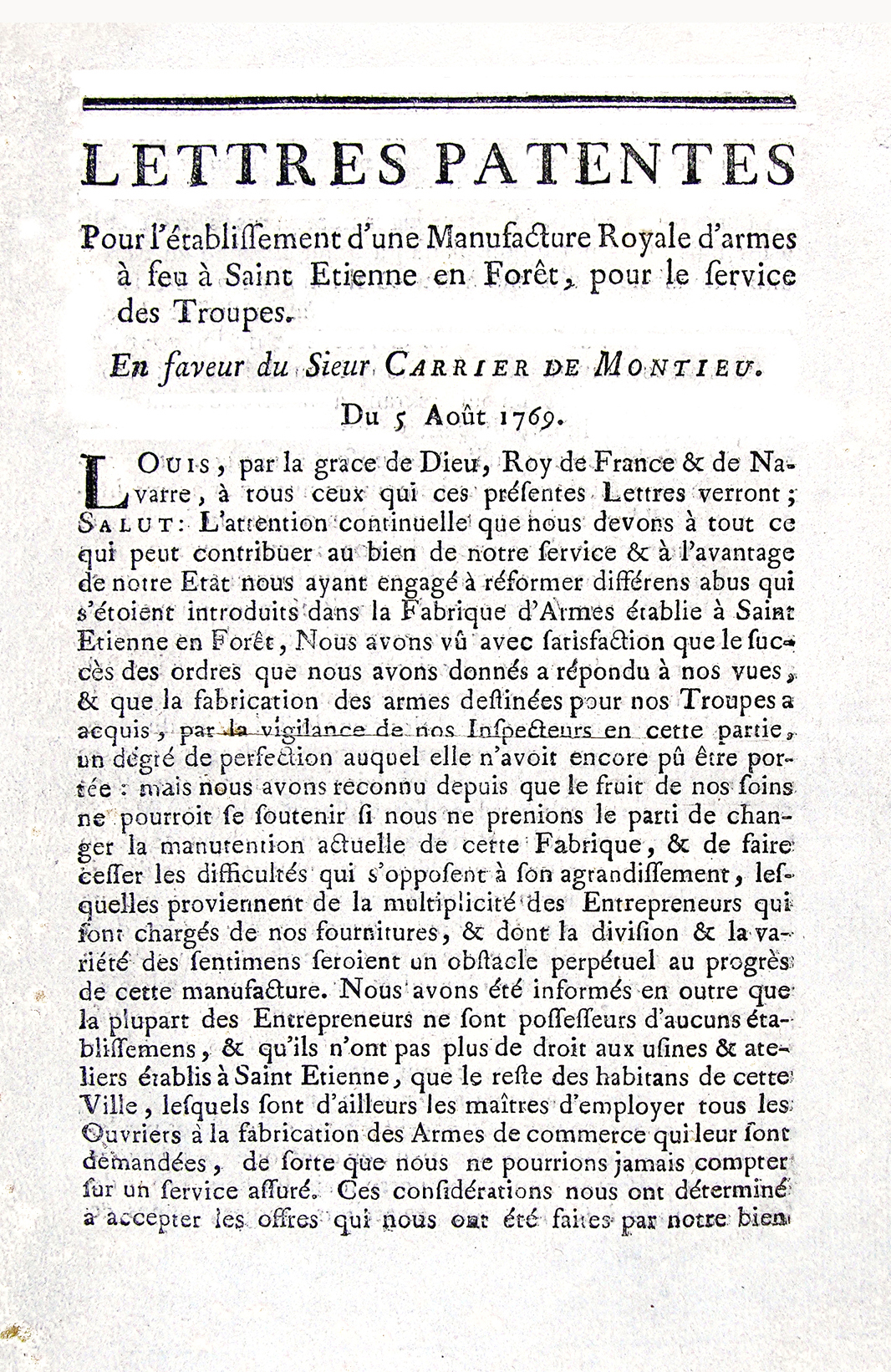
Lettres patentes du 5 août 1769

En 1764 c'est autour de Montieu que se regroupent les entrepreneurs d'armes de Saint-Étienne en une société unique qui devient "Manufacture royale d'Armes". Cette Manufacture royale reçoit de Louis XV, par lettres patentes du 5 août 1769, à l'instigation de M. de Montbeillard, l'exclusivité de la production des armes de guerre, elle s'engage à fabriquer des armes soigneusement contrôlées dans des conditions de travail réglementées. La production des armes passe de 3 000 à 20 000 pièces. Les ouvriers évincés par ce regroupement vont être à l'origine du départ de Montbeillard et de son remplacement par Alexandre Louis Cassier de Bellegarde, un officier à la réputation d'être inflexible et qui contrôle la qualité des armes.
Montieu approvisionne les arsenaux de Lorient et Rochefort par des gabarres qui descendent la Loire jusqu'à Nantes où les armes sont entreposées puis transbordées sur des navires de mer ou par charrettes. La manufacture expédie également des armes à partir de Bordeaux et de Marseille.
En 1765, une ordonnance, approuvé par Choiseul, est éditée le 13 août pour appliquer la réforme de l'artillerie proposée par Gribeauval. Saint-Étienne est choisi pour être une ville loin des possibilités d'invasions ennemies et avoir une manufacture aux capitaux solides, détenus à 86% par Montieu.

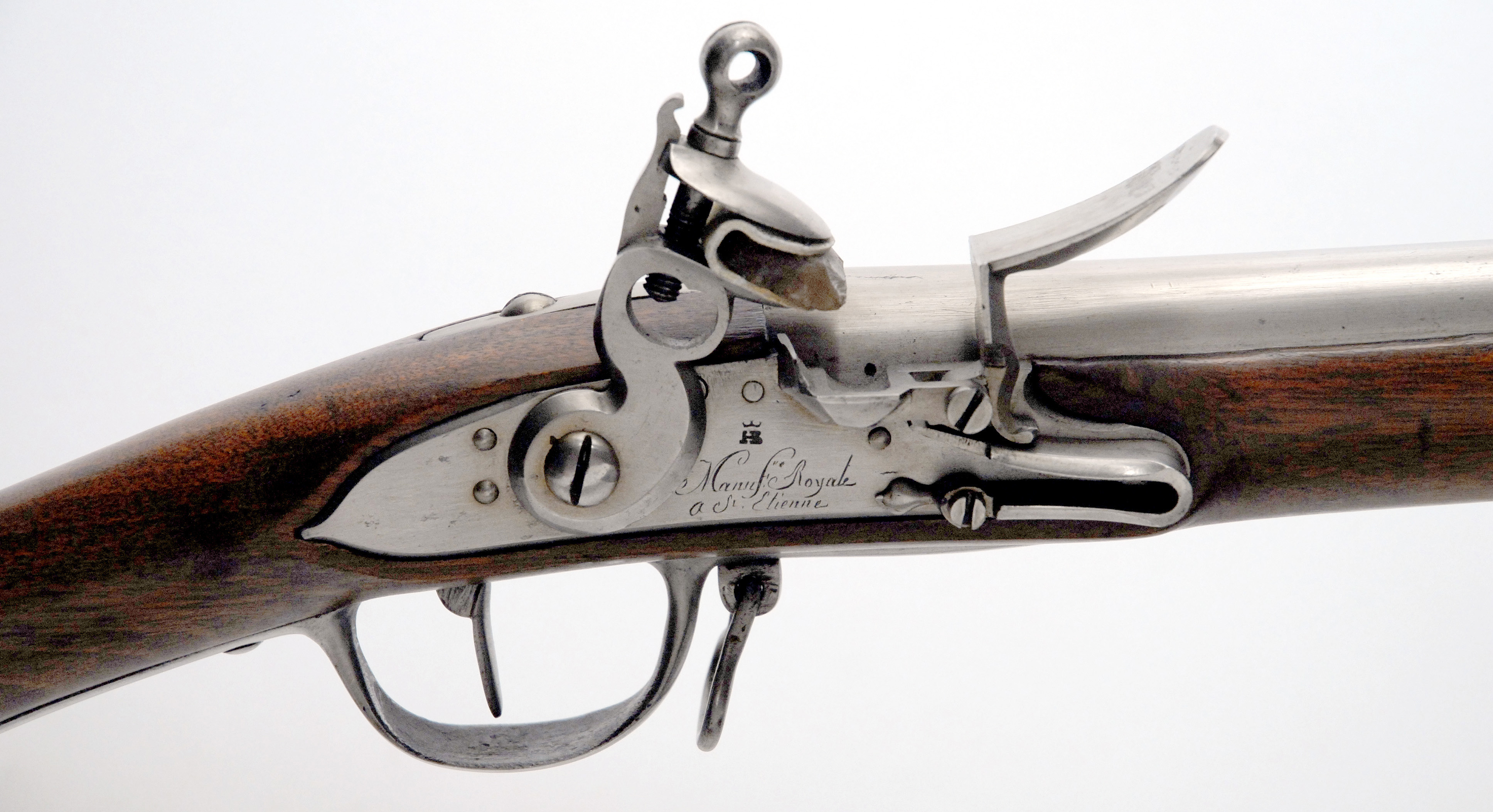
Fusil d'infanterie modèle 1766, manufacture royale d'armes de Saint-Étienne.

En 1766, Bellegarde est nommé inspecteur des armes de l'infanterie pour toute la France afin d'appliquer la réforme de Gribeauval. En septembre 1767, Bellegarde commence sa tournée qui durera 3 ans, travail difficile pour un seul homme.
Ainsi, dans la logique de la réforme, Montieu obtient de récupérer les armes inadaptées dont les réparations couteraient plus de 5 livres et les fusils de rempart, mêmes neufs, de calibres irréguliers et "les effets de nul service". L'ampleur de ce marché affole son associé Jourgeon qui préfère se retirer après lecture de la lettre de Montieu du 15 septembre 1767 : "la plus part sont des armes toutes neuves, & il y en aura environ 20.000 [...] c'est une affaire excellente ; soyez discret & tout ira bien". Montieu obtient que ces armes puissent être écoulées en Afrique pour la traite des Nègres ou à l'étranger. La société se disloque et Montieu devient le seul actionnaire et l'unique titulaire du privilège royal.

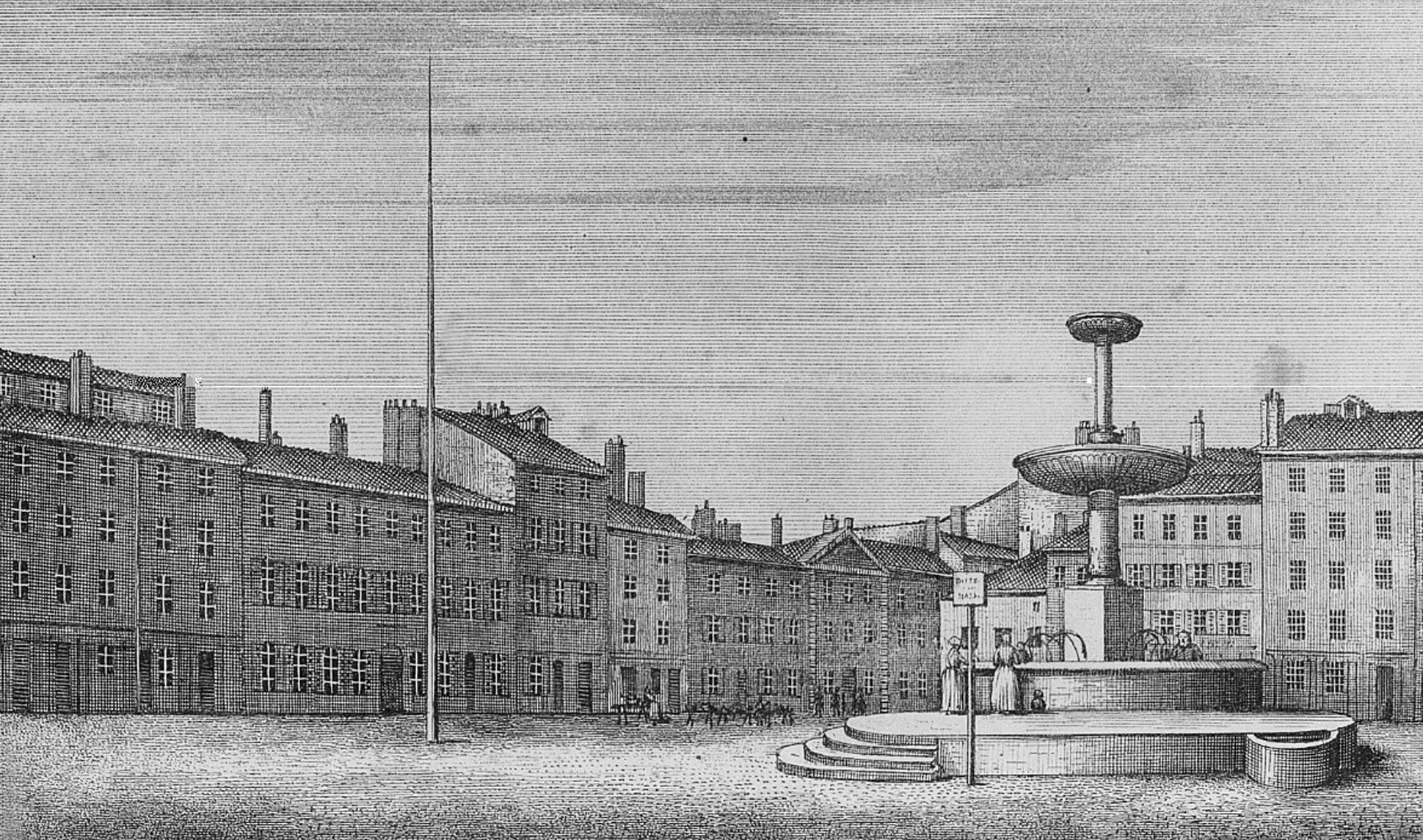
Siège de la Manufacture royale d'armes acquis en 1764

Le 6 juin 1769, Marie Anne de Montieu, sœur de Jean Joseph, épouse Bellegarde, lieutenant-colonel d’artillerie, inspecteur des armes. C'est peut-être une affaire de cœur pour Marie Anne, c'est sûrement une bonne affaire pour Jean Joseph.  La disgrâce de Choiseul ne perturbe pas l'activité de Montieu. Il habite maintenant à Paris dans le Marais. Le 14 juillet 1771, Montieu et Toussaint Vallon de Boisroger soumissionnent pour la fourniture pendant 6 ans des fusils aux troupes des Colonies, ce qu'accepte de Boynes, le secrétaire d'État à la Marine. Le 18 septembre 1771, Montieu demande à Peltier Dudoyer d'acheter la Diligente qui sera le premier navire d'une série destinée à la traite négrière et à l'écoulement des armes récupérées. Mais le secrétaire d'État à la Guerre, Monteynard, commence à demander : la vérification des inspections de Bellegarde et de s'emparer des meilleures armes stockées dans les entrepôts de Montieu. Le général de Saint-Auban est chargé "de prendre connaissance & de l'informer, dans le plus grand détail, de la quantité et espèces vendus par le sieur de Bellegarde au sieur de Montieu".
Si toutes les inspections ne sont pas négatives, comme à Nantes ou à Valenciennes, à Sarrelouis Saint-Auban trouve "800 fusils de rempart neufs empilés pour le sieur de Montieu" et à Sedan "un dépôt également précieux, où cet entrepreneur avait assemblé les dépouilles des Arsenaux de la Lorraine & des Trois Evêchés".
Le 6 octobre suivant Monteynard donne l'ordre aux directeurs de l'Artillerie d'arrêter les inspections dans les dépôts et les livraisons d'armes réformées au Sieur de Montieu.  On peut estimer que Montieu avait acheté 100 000 armes déclassées.
En 1772, Bellegarde apprend les rumeurs qui courent sur lui et veut rencontrer Monteynard pour connaître les accusations portées contre lui. Gribeauval lui obtient le rendez-vous, il demande la réunion d'un tribunal d'honneur. 

### Le procès des "Invalides"
Le 7 juin 1773 le roi constitue un conseil de guerre, sous la présidence du duc de Biron, qui se réunit le 22 juin. Bellegarde est arrêté le 5 juillet et Montieu, prévenu de se tenir à la disposition du Conseil, ne doit pas quitter Paris sous peine d'être traité comme désobéissant aux ordres du roi. Le 20 août Montieu est enfermé à l'Hôtel Royal des Invalides. Le procès est long : plus de cent témoins sont entendus, les armes saisies présentées comme preuves n'ont pas été l'objet d'une contre-expertise. Ce ne sont que des témoignages à charges qui sont présentés aux juges.
L'équité du procès des Invalides est contestable, bien que les juges le qualifient de "sévère et authentique". Les accusés ne disposent pas d'avocat, ce n'est pas obligatoire pour les accusés de crimes d'État. Le duc d'Aiguillon va finalement appuyer la demande d'avocats faite par la famille et Gribeauval, il obtient le 10 septembre que Bellegarde reçoive les conseils du baron de Ferrière pendant 10 jours, puis l'ancien avocat Lochard. Montieu obtient la même autorisation. 
Aux libelles vont donc succéder des Requêtes rédigées pour Bellegarde par Maîtres Bailleur, Mille et La Morandière, et par de La Balme pour Montieu. Sont-elles parvenues jusqu'aux juges ? Ce n'est pas sûr, de toute façon elles arrivent bien après le début du procès. La plaidoirie de Linguet est décevante. Était-il convaincu de l'innocence des accusés ? À la lecture le public est lui aussi déçu.
Le 11 octobre on réclame la mort ! De par le roi, ils sont condamnés le 12 octobre 1773:
- Bellegarde à être cassé et à l’emprisonnement pour 20 ans et un jour. Il est interné à la forteresse de Pierre-Encize (près de Lyon). Par l'intercession de Madame la Dauphine, Madame de Bellegarde obtient la permission de s'enfermer avec son mari.
- Montieu est déclaré "incapable" de fournir les arsenaux, les 180 000 armes réformées dont il n’a pas encore pris livraison doivent être réintégrées dans les arsenaux, les 10 056 fusils modèle 1766 fournis « comme neufs » par Montieu seront brisés, à charge par l’entrepreneur de les remplacer. Il sera maintenu en prison à l'Abbaye de Saint-Germain, jusqu’à ce qu’il ait rempli cette obligation. Mais comment la remplir en prison ?

L’accusation concernant l’achat de vieux métaux par Montieu n’est pas retenue.
Leurs épouses doivent quitter la Cour.
Les avocats sont exilés en province pour avoir écrit en faveur des accusés pendant la tenue du Conseil de Guerre, le 11 novembre 1773 ils seront libérés sauf La Morandière dont la plaidoirie a déplu. Gribeauval se retire à la campagne. 
Le roi Louis XV décède le 10 mai 1774. Louis XVI lui succède, ce qui décide l'avocat de La Balme à faire une requête au roi en faveur de Bellegarde puis de Montieu.
N'ayant pas reçu de commande depuis 5 mois, 1 100 ouvriers sont réduits à la misère, Montieu réclame 782 000 livres de dommages… Les installations sont confisquées et reprises par d'autres entrepreneurs stéphanois, son cousin Carrier de la Thuillerie et Dubouchet pour le solde restant le 23 avril 1775.
Le 7 octobre 1775 Montieu est relâché, après avoir versé une caution de 250 000 livres. Il a fait 25 mois d'internement. Bellegarde également est libéré, mais plus tard. Louis XVI accepte une révision du procès. Le 17 janvier 1778 un arrêt du Parlement de Nancy "renvoye de toutes accusations et poursuites ultérieures à cet égard" les Sieurs de Bellegarde et de Montieu. En remerciement de l'intervention de la reine Marie-Antoinette, les deux couples vont se jeter à ses pieds à la Cour.

### La traite négrière

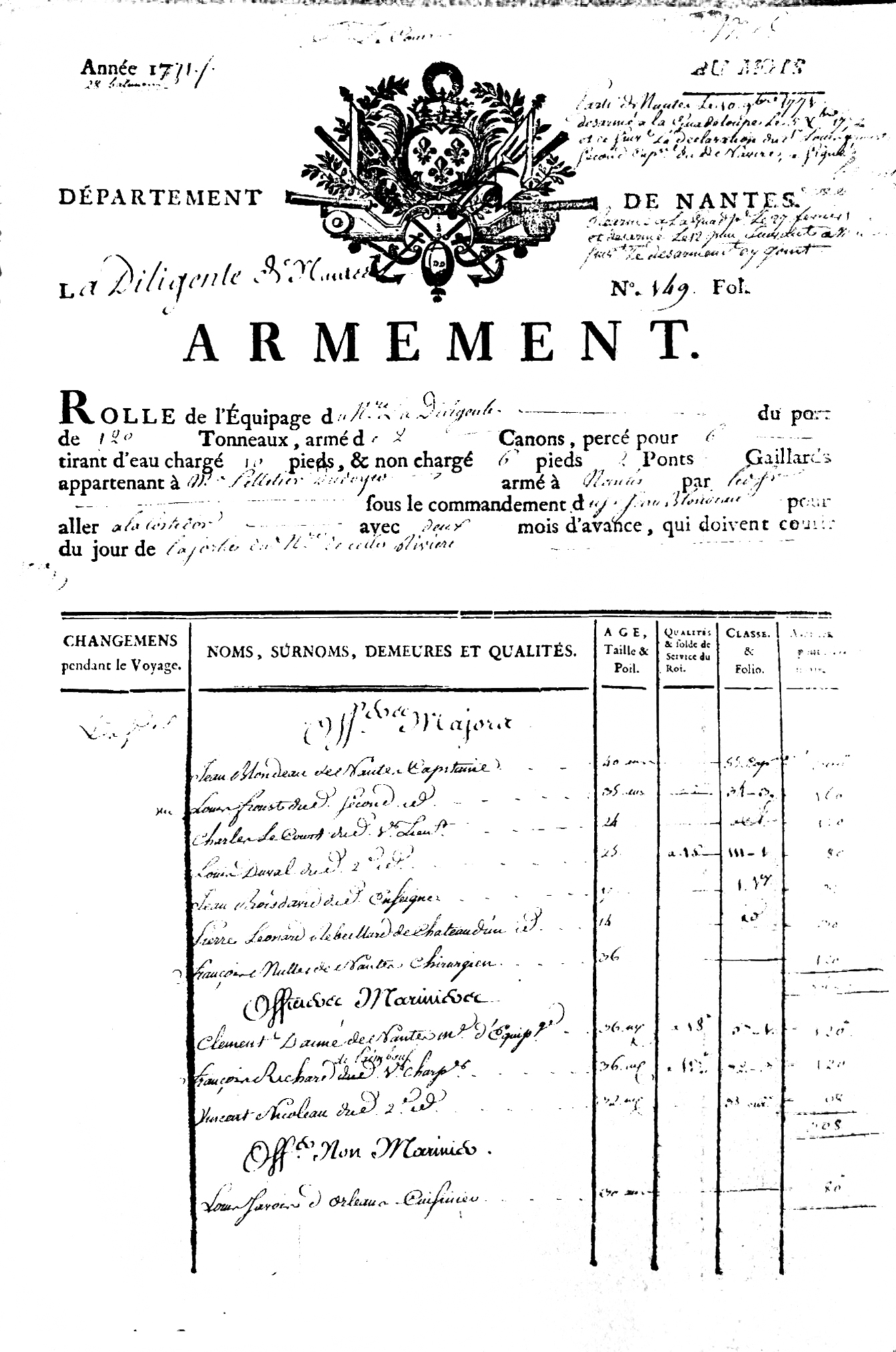
Rôle de la Diligente

Montieu a fait la connaissance à Nantes de Jean Peltier Dudoyer, inspecteur des quais et des ports de Nantes à Ingrandes depuis le16 mai 1769. Il ne tarde pas à travailler avec lui, et en 1771 à mener une activité parallèle. Il lui demande d'acheter pour son compte et d'armer des navires pour la traite négrière. Une nouvelle source de revenus améliorée par l'écoulement de ses armes. Le 17 octobre 1771, Peltier Dudoyer achète la Diligente « agissant pour le compte de M. de Montieux de Paris ».  
Ainsi sont armés 5 navires et 3 corvettes représentant 945 tx. qui vont transporter plus de 900 esclaves le plus souvent vers la colonie de Saint-Domingue. Le retour de ces bateaux s'échelonne dans le temps. Mais quand le Terray et la Belle nantaise reviennent à Nantes en novembre 1774 et janvier 1775, Peltier Dudoyer doit les réexpédier d'urgence au Havre pour être vendus, car Montieu est toujours en prison.  

### La guerre d'indépendance américaine
Montieu est à peine sorti de prison qu'il voit dans la guerre d'Indépendance des Américains un débouché aux armes. Il se rapproche d'abord du docteur Barbeu Dubourg pour finalement s'allier avec Caron de Beaumarchais qui a obtenu la confiance de Vergennes et créé en 1775 la société Roderigue Hortalez and Company (en), société à laquelle Montieu s'associe ensuite.
Sans attendre la révision de son procès, le 15 octobre 1776, Montieu signe un accord avec Silas Deane pour fournir aux 13 colonies d'Amérique des navires, des armes et de la marchandise pour 1 600 tonnes, pour lesquelles il doit être payé 200 livres la tonne. N'étant pas armateurs, Beaumarchais et Montieu font un premier essai d'envoi vers les États-Unis à partir du port du Havre le 14 décembre 1776. Seul l'Amphitrite réussit à partir avec à son bord 49 militaires dont le major Thomas Conway et le colonel Tronson du Coudray. Devant cet échec, ils décident de s'orienter vers Nantes et choisissent un armateur local : Jean Peltier Dudoyer. Montieu signe à Paris, le 6 août 1777, avec Silas Deane un accord de fournitures diverses et quatre millions de pierres à fusil. Le traité se monte à la somme de 456 000 livres Tournois, le tout devant être livré jusqu'à la fin du mois d'octobre au port de Nantes et à la consignation de la personne qui sera désignée par les Sieurs Franklin et Deane. Ce sera Jonathan Williams.

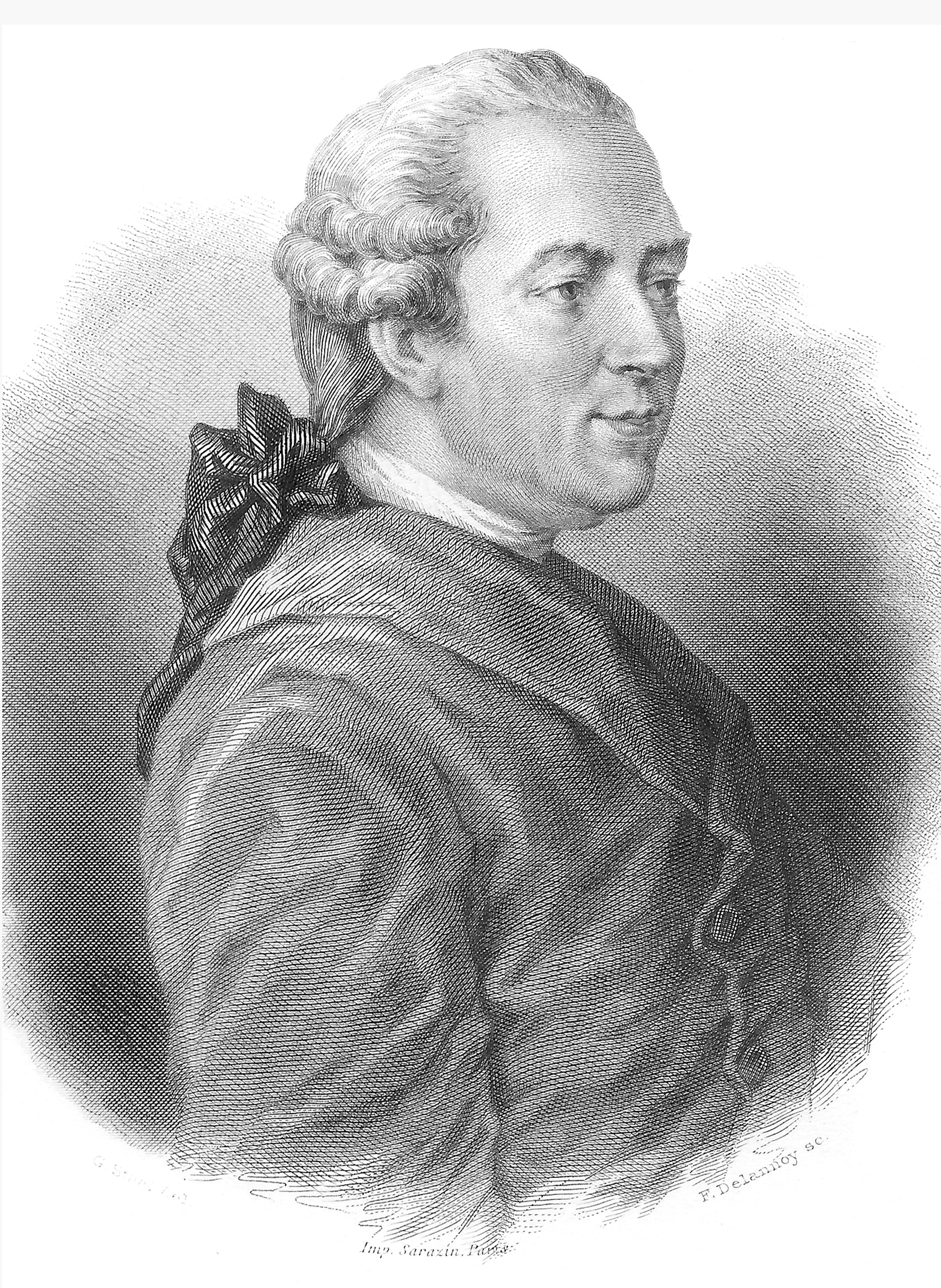
P.-A. Caron de Beaumarchais (1732-1799).

Vingt-cinq bateaux, sont achetés par Peltier Dudoyer au nom de Montieu, auxquels Beaumarchais est plus ou moins associé. Ils vont ainsi se diriger "officiellement" vers les Antilles, puis vers l'Amérique directement après la reconnaissance des États-Unis. Au début du conflit, ces bateaux sont armés à Nantes et partent directement. En 1777, 5 navires partent seuls vers les îles d'Amérique. En 1778 : 6 partent officiellement pour le Cap haïtien, 2 bateaux seulement seront accompagnés par La Motte-Picquet.
La France ayant reconnu l'indépendance des États-Unis, à partir de 1779, les bateaux doivent être accompagnés, ils rejoignent l'Île d'Aix où ils se regroupent avec d'autres et attendent, puis ils regagnent Brest où le convoi est formé. En 1779 : 14 bateaux partent, dont 5 participent aux convois de La Motte Picquet, 5 au convoi de Guichen et 3 au convoi de Ternay pour le transport du régiment de Rochambeau. Si au début les navires reviennent à Nantes sans problèmes, avec l'aggravation du conflit 5 sont capturés par les Anglais et 2 font naufrage en raison des conditions incertaines aux États-Unis. Deux ont sauté au moment de leur départ.
Après toutes ces fournitures faites aux Américains, Beaumarchais et Montieu attendent un règlement qui ne vient pas, car le Congrès pense que les premières livraisons d'armes sont un don du roi de France pour soutenir leur cause face aux Anglais. Sur l'initiative de Sartine, Montieu a mis à disposition du roi 10 navires en 1779. Puis, comme la Royale a moins besoin du Commerce, Montieu réussit à vendre 3 bateaux au roi. Pour mieux suivre ses affaires à Nantes il fait s'associer Peltier Dudoyer avec son neveu Étienne Carrier.

#### La tension des Pays-Bas avec la Grande-Bretagne
Le 20 décembre 1780 commence le conflit anglo-hollandais. Cela va donner à Montieu l'occasion de signer le 7 avril 1781 une convention avec la VOC (Compagnie néerlandaise des Indes orientales) pour transporter le régiment du Luxembourg au Cap de Bonne-Espérance. Cinq bateaux sont armés : quatre à Nantes par Jean Peltier Dudoyer et un à La Rochelle par de Richemond et Garnault. À la suite de contestations de la VOC, Montieu doit les envoyer à Brest pour contrôle. Une réunion à Versailles aboutit à un accord que Castries envoie à signer, le 3 septembre 1783, à l'ambassadeur de Hollande qui met fin aux litiges de Montieu. Les navires se joignent à un convoi de la Royale, commandé par Antoine de Thomassin de Peynier et atteignent le Cap le 20 mai 1782. Sur place les bateaux sont revendus au roi le 2 septembre 1782 pour la somme de 849 000 livres. La vente est faite par Robert Pitot qui avaient les pouvoirs de les vendre à l'Isle de France et se trouvait de passage au Cap. Ils iront apporter des renforts à Suffren aux Indes.

### Les activités maritimes parallèles
Toujours à l'affût d'affaires, ayant appris le projet d'expédition de Kerguelen et le désir du marquis de Louvois de se retirer, Montieu décide de se substituer à Louvois pour la somme de 80 000 livres dont 63 000 livres sous forme de traites tirées sur Mrs Peltier Dudoyer & Carrier, le reste à la charge de Kerguelen. Le Liber Navigator, muni de passeports anglais et français, doit faire des découvertes ou des observations nautiques dans la partie du Sud du globe de la terre et faire escale à l'Isle de France. Le navire est pris par les Anglais le jour-même de son départ, le 21 juillet 1781, à la sortie de Paimboeuf. L'équipage est emmené en internement en Irlande. 
Au cours d'un voyage à Bordeaux, Montieu découvre la possibilité de profiter du Pavillon de la Ligue des Neutres, comme le font Charles de Proli et le chevalier Dimfel . Il décide de s'associer avec Dimpfel et d'envoyer 2 bateaux à l'Isle de France, puis de faire la traite négrière au Mozambique pour Saint-Domingue. Peltier Dudoyer ne réussit pas à assurer les navires. Les 2 navires quittent Bordeaux en avril et juillet 1783. Dimpfel ne sera pas un bon gestionnaire. Après un trop long voyage, la Jolie Henriette de Ribaucourt sera condamnée, elle "fait de l'eau comme un panier".

### Les investissements «terrestres»
Montieu s'est retiré en partie de l'armement en 1777 pour mieux investir, particulièrement dans l'immobilier.
Le 24 mai 1778, il signe un bail qui précède un achat au comte de Laval de la seigneurie de Valon (Mégré et autres lieux) dans la Sarthe

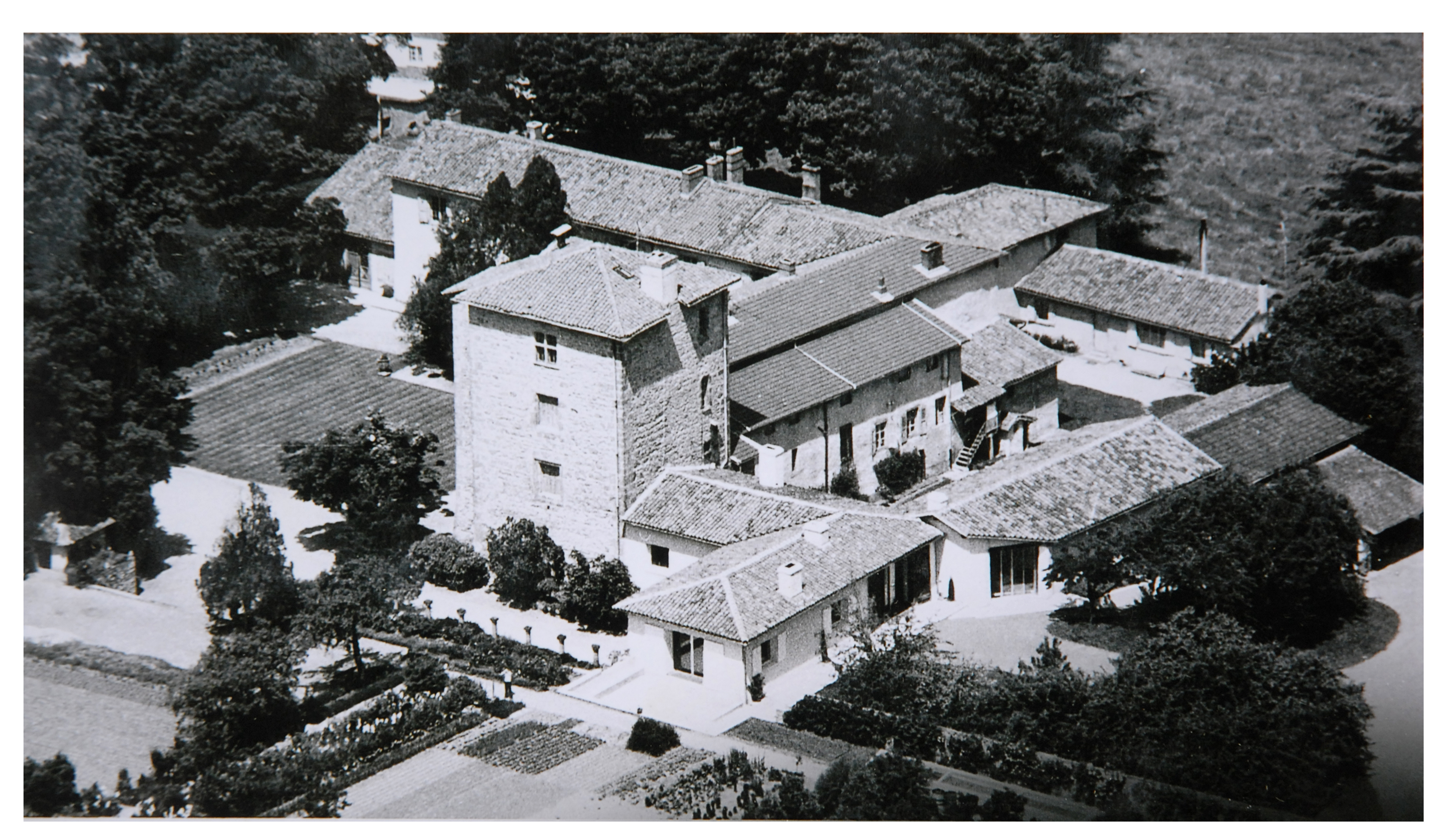
Château du Vernet.

Le 24 mars 1779, il achète à Louis d'Espinchal les terres et le château du Vernet à Saint-Galmier, dans la Loire pour 154 000 livres. 
Le 11 mai 1782, à travers un prête-nom, il achète la seigneurie de Damery, dans la Marne pour 220 400 livres.
Le 9 novembre 1784, il achète le Château Lafitte, dont le vin a déjà acquis du prestige, pour 1 012 000 livres. Montieu doit promettre de payer en or : la moitié de la somme dans 6 mois, l'autre moitié dans 2 termes égaux, l'un dans un an, l'autre dans 18 mois. Pour garantir ce payement à crédit il hypothèque tous ses biens. Le vendeur couvert de dettes, le marquis de Ségur, a fui à l'étranger.
Le 22 mars 1786, il obtient par ordonnance l'autorisation temporaire d'exploiter une mine de charbon de terre qu'il croit avoir découvert à Damery.
Pour gérer les affaires de Montieu, qui désire se retirer à la campagne, Étienne Carrier et Jean-Gabriel Peltier, le fils de Jean Peltier Dudoyer, créent une banque à Paris et louent un local le 15 juillet 1785. Pour cela un traité est signé entre eux le 16 août 1785, chez Me Pierre Laroche. La fortune de Montieu est estimée à 2 480 000 livres.  
Le 2 septembre 1785, Nicolas Pierre de Pichard remet en cause la vente de Château Lafitte et veut racheter la propriété qui appartient à son lignage. Pour cela il réunit la somme de 1 012 000 livres. Malgré l'or déposé devant son domicile, Montieu refuse de le recevoir. Le 11 novembre 1785, le Châtelet rend définitif le retrait lignager et l'annulation de la vente à Montieu.
Montieu doit de l'argent à Beaumarchais, il conclut un accord avec lui chez Me Momet, il le payera avec des traites tirées sur Peltier, Carier et Cantini et 100 000 livres lors de la revente de Château Lafitte.

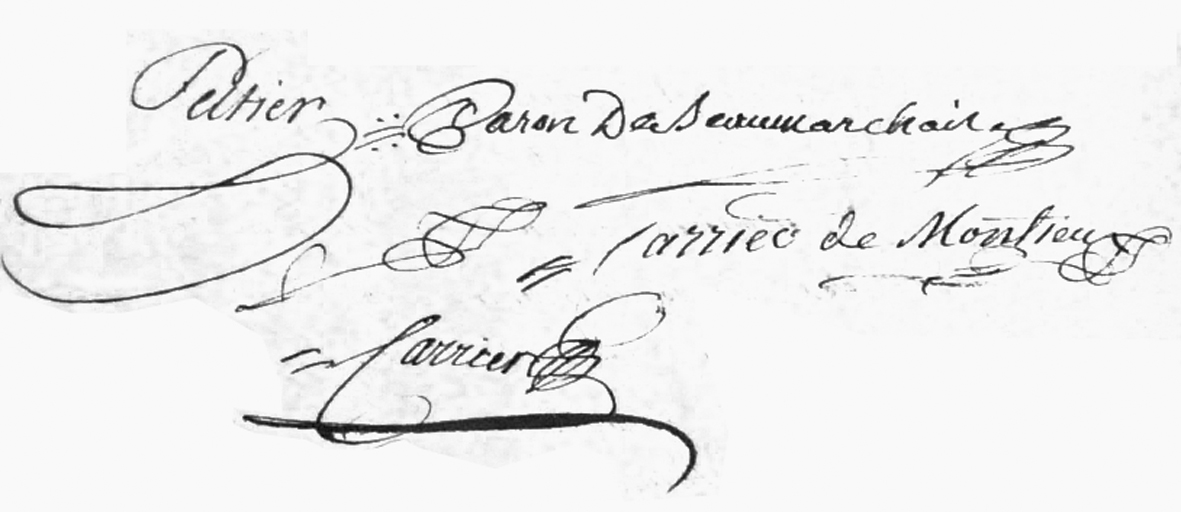
Les signatures du 11 novembre 1785 à Paris. Jean-Gabriel Peltier, Beaumarchais, J. J. Carrier de Montieu, Étienne Carrier.

Jean Peltier Dudoyer se sent concerné, les 20 et 21 novembre 1785, il se rend à Bordeaux avec Montieu. Malheureusement Montieu est confondu avec les autres créanciers du Château Lafitte, les créanciers du comte de Ségur refusent de lui restituer les sommes qu'il a versées. Acculé, Montieu emprunte à des aigrefins, dont Doligny, qui avaient promis d'écouler 500 000 livres du portefeuille de Montieu contre 200 000 livres en billets et 300 000 livres en effets sur des gens qui se révèleront insolvables. Une plainte de Montieu conduira Doligny à l'Hôtel de la Force, sans résoudre le problème.
Dimpfel avait lui aussi réclamé de l'argent à Montieu : 210 514 livres, le 5 septembre 1785, et 99 740 livres, le 16 septembre, chez Me La Roche. À la suite du décès de Robert Pitot à Madrid le 13 octobre 1786, son frère Charles, va venir en France pour essayer de régler au mieux leurs affaires, car Montieu lui a réclamé 100 000 livres. Quant à la Compagnie des Indes autrichiennes, elle a déposé le bilan et Proli s'est suicidé.
Le 13 septembre 1786 Madame de Montieu obtient la séparation de leurs biens.
À la suite d'une attaque de paralysie, le 11 juin 1787, JJ Carrier est déclaré "interdit" et Jean Denis Bailleux est nommé "pour conseil et curateur de la-dite interdiction". Une réunion de ses créanciers, au Châtelet le 15 septembre 1787, constate "qu'il ne lui étoit plus possible de s'occuper d'avantage par lui-même et utilement de la liquidation de ses affaires". Les dits créanciers nomment pour syndics & directeurs de leurs droits Beaumarchais, Pelletier, Tallon & Milange pour Notaire sequestre de leur union, Me Moreau, l'un des notaires soussignés. Le passif global s'élève à 3 258 000 livres et l'actif à 2 550 000 livres. La faillite n'est pas déclarée banqueroute frauduleuse
Montieu quitte la France pour s'installer négociant à Naples, en Italie, comme l'atteste l'ambassadeur français Mackau. Les biens de Montieu seront vendus à la suite de sa faillite notifiée le 24 août 1791. Il est déclaré émigré, par arrêté du 5 ventôse an 6 (23 février 1798). Même si son nom est radié de la liste des émigrés, il ne peut récupérer ses biens, n'étant pas rentré avant la date prescrite par la loi. Le 13 prairial de l'an VII (1er juin 1799), sur rapport du Ministre de la Police, le couple Carrier-Monthieu et ses deux filles Marguerite Luce et Marie Victorine obtiennent "la radiation avec maintien du séquestre de leurs biens et interdiction de rentrer avant la paix parce que n'ayant pas d'établissement à l'étranger avant la Révolution et non rentrés avant le 11 brumaire de l'an 2 (1er novembre 1793)".